# Francisco Javier Errázuriz Ossa
Francisco Javier Errázuriz Ossa, čilenski rimskokatoliški duhovnik, škof in kardinal, * 5. september 1933, Santiago de Chile.

## Življenjepis
16. julija 1961 je prejel duhovniško posvečenje. 22. decembra 1990 je bil imenovan za tajnika Kongregacije ustanov posvečenega življenja in družb apostolskega življenja in za naslovnega nadškofa Hólara; 6. januarja 1991 je prejel škofovsko posvečenje. 24. septembra 1996 je bil imenovan za nadškofa škofije Valparaísa in 24. aprila 1998 za nadškofa Santiaga de Chile; škofovsko ustoličenje je potekalo 17. maja istega leta. 21. februarja 2001 je bil povzdignjen v kardinala in imenovan za kardinal-duhovnika S. Maria della Pace.
Sredi decembra 2010 se je upokojil. V letih 2013–18 je bil član sveta kardinalov.